# Koleratoxin
Koleratoxin (CT eller CTX) är ett enterotoxin som utsöndras av den gramnegativa bakterien Vibrio cholerae. Toxinet orsakar kraftiga, vattniga diarréer som kännetecknar kolera.

## Struktur
CTX är ett AB5 toxin, som består av två olika typers underenheter. B-delen, som består av fem stycken underenheter, binder specifikt till GM1-receptorer på de intestinala epitelcellerna. A-underenheten står för den toxiska effekten.

## Mekanism
Koleratoxinet transporteras in i epitelcellen via endocytos. Toxinet överförs sedan till endoplasmatiska nätverket, där A-underenheten dissocieras från B-underenheterna. A-underenheten transporteras därefter till cytosolen, där den katalyserar ADP-ribosylering av Gs-proteinets alfa-underenhet. Detta orsakar en konstitutiv aktivering av adenylatcyklas, och denna överaktivering leder till en ökad nivå av cykliskt adenosinmonofosfat (cAMP) intracellulärt. Den ökade nivån av cAMP resulterar i utflöde av kloridjoner och minskat inflöde av natriumjoner. Detta leder till utflöde av vatten från de intestinala tarmcellerna, vilket medför diarré och allvarlig dehydrering.